# Bernie Ripoll
 (décembre 2018).
Si vous disposez d'ouvrages ou d'articles de référence ou si vous connaissez des sites web de qualité traitant du thème abordé ici, merci de compléter l'article en donnant les références utiles à sa vérifiabilité et en les liant à la section « Notes et références ».
Bernard Fernand Ripoll, dit Bernie Ripoll,  né le 6 janvier 1966 à Pézenas dans l'Hérault en France, est un homme politique australien. Il est député travailliste de 1998 à 2016, représentant la circonscription d'Oxley, située dans la banlieue de Brisbane, capitale de l'État du Queensland. Il a été plusieurs fois ministre.

## Biographie
Bernie Ripoll est né et passe les premières années de sa vie à Pézenas avant que ses parents d'origine Pieds-noirs  n'émigrent en Australie au début des années 1970. Son prénom Bernard est alors anglicisé pour devenir Bernie. Il devient citoyen australien en 1974. 
Formé à l'Université de technologie du Queensland, il est d'abord électricien pour les avions au sein de la Force aérienne royale australienne. Il poursuit son expérience d'électricien  puis de manager au sein du syndicat du secteur public de l'État du Queensland avant de se lancer en politique.
Après seize années comme député et plusieurs postes de ministre, il se retire de la vie politique pour poursuivre une carrière dans le conseil en soutien au service public.

## Carrière politique
Aux élections fédérales de 1998, Ripoll se présente sous les couleurs du Parti travailliste australien pour conquérir un siège détenu par le parti conservateur Pauline Hanson's One Nation. L'investiture de Ripoll aux couleurs du camp travailliste survient après le retrait subit du leader parlementaire du gouvernement du Queensland, Wayne Goss, victime d'une tumeur cérébrale.
Après sa victoire en 1998, Bernie Ripoll devient député et, en 2004, devient leader d'opposition pour les infrastructures au sein du cabinet fantôme de cette époque avant d'occuper la même fonction pour l'industrie et l'innovation.
Au sein du gouvernement de la première ministre Julia Gillard, il est nommé le 2 mars 2012 secrétaire d'État au Trésor puis le 25 mars 2013 secrétaire d'État pour les petites et moyennes entreprises. Après le retour au pouvoir des conservateurs, il joue à nouveau un rôle actif dans les cabinets fantômes, tout particulièrement pour les services financiers d'octobre 2013 à octobre 2015 puis pour les sports.
En avril 2015, Ripoll annonce qu'il ne se représentera pas aux prochaines élections législatives, laissant la place à Milton Dick pour défendre les couleurs des travaillistes. Dick remporte les élections fédérales de 2016.